# Show Me the Way
Show Me the Way è un brano musicale di Peter Frampton.

## Descrizione
Originariamente il brano venne registrato per l'album in studio Frampton del 1975 ma fu la versione dal vivo di Frampton Comes Alive! a diventare  celebre. L'abile impiego su questa traccia da parte del chitarrista dell'Heil Talk Box (un dispositivo costituito da un altoparlante tweeter che invia il segnale proveniente dalla chitarra attraverso un tubo di plastica fissato al microfono, che il cantante tiene in bocca), ha portato quest'effetto ad essere associato principalmente a lui, sebbene fosse stato usato in precedenza, tra gli altri, da Joe Walsh (Rocky Mountain Way), Joe Perry (Sweet Emotion) e Jeff Beck (She's a Woman).